# Cornelius Bakker
Cornelius Bakker (1945. március 17. –) holland nemzetközi labdarúgó-játékvezető.

## Pályafutása

### Nemzetközi játékvezetés
A Holland labdarúgó-szövetség Játékvezető Bizottsága (JB) terjesztette fel nemzetközi játékvezetőnek, a Nemzetközi Labdarúgó-szövetség (FIFA) 1981-től tartotta nyilván bírói keretében. Több nemzetek közötti válogatott és klubmérkőzést vezetett, vagy működő társának partbíróként segített. A holland nemzetközi játékvezetők rangsorában, a világbajnokság-Európa-bajnokság sorrendjében többedmagával a 20. helyet foglalja el 2 találkozó szolgálatával. Az aktív nemzetközi játékvezetéstől 1992-ben búcsúzott. Válogatott mérkőzéseinek száma: 3.

#### Európa-bajnokság
Az európai-labdarúgó torna döntőjéhez vezető úton Franciaországba a VII., az 1984-es labdarúgó-Európa-bajnokságra és Svédországba a IX., az 1992-es labdarúgó-Európa-bajnokságra az UEFA JB játékvezetőként foglalkoztatta.

##### 1984-es labdarúgó-Európa-bajnokság

###### Selejtező mérkőzés
| Időpont            | Helyszín                      | Mérkőzés típusa           | Mérkőzés         | Eredmény | Nézők száma |
| ------------------ | ----------------------------- | ------------------------- | ---------------- | -------- | ----------- |
| 1983. november 16. | Municipal Stadion, Luxembourg | előselejtező (3. csoport) | Luxemburg–Anglia | 0 : 4    | 5 410       |

##### 1992-es labdarúgó-Európa-bajnokság

###### Selejtező mérkőzés
| Időpont              | Helyszín                            | Mérkőzés típusa           | Mérkőzés             | Eredmény | Nézők száma |
| -------------------- | ----------------------------------- | ------------------------- | -------------------- | -------- | ----------- |
| 1991. szeptember 25. | Laugardalsvöllur Stadion, Reykjavík | előselejtező (1. csoport) | Izland–Spanyolország | 2 : 0    | 3 893       |